# ویلیام کورمیک
ویلیام کورمیک (انگلیسی: William Cormick؛ زاده ۱۸۲۲ – تبریز؛ مرگ در ۳۰ دسامبر ۱۸۷۷ – تبریز) پزشک ایرلندی‌تبار در دوره قاجار در دوران حکومت محمدشاه و ناصرالدین‌شاه و پزشک مخصوص عباس میرزا بود. وی به دلیل نقش مهمش در گسترش پزشکی غربی در جامعه ایران و یکی از متهمان مرگ مشکوک عباس میرزا در مشهد شناخته شده‌است. او همچنین تنها غربی است که با سید علی‌محمد باب ملاقات کرده‌است.

## زندگی‌نامه
ویلیام کورمیک در سال ۱۸۲۲ در تبریز از یک پزشک ایرلندی به نام جان کورمیک و یک زن ارمنی زاده شد. او در ده سالگی برای تحصیل به انگلستان اعزام شد و در دانشکده پزشکی کالج دانشگاهی لندن پذیرفته شد. وی مدرک خود را به عنوان عضو کالج سلطنتی جراحان در ۱۷ ژوئیه ۱۸۴۰ دریافت کرد. یک سال بعد، وی به عضویت انجمن داروسازان پذیرفته شد و همچنین مدرک دکترای خود را در پزشکی در دانشگاه سنت اندروز دریافت کرد.
کورمیک از سال ۱۸۴۴ تا ۱۸۵۵ به عنوان پزشک در لندن و پاریس کار کرد. سپس او توسط محمدشاه به ایران به عنوان دومین پزشک سفارت بریتانیا و پزشک مخصوص پادشاه اعزام شد. او در سال ۱۸۶۴ به عنوان پزشک خانواده عباس میرزا منصوب شد. بعدها او پزشک شخصی ولیعهد و پادشاه آینده ناصرالدین میرزا شد. کورمیک پس از تاج‌گذاری ناصرالدین‌شاه در سال ۱۸۴۸ با وی به تهران سفر کرد. با این حال، با تصمیم امیرکبیر، او با یک پزشک فرانسوی به نام ارنست کلوکه جایگزین شد. این بخشی از سیاست ایران برای جلوگیری از وابستگی بیش از حد به روسیه و بریتانیا بود.  سپس کورمیک به تبریز بازگشت و تا پایان عمر در آنجا به طبابت پرداخت.
کورمیک با زنی ارمنی به نام تامار ازدواج کرد که خواهر کوچکتر همسر ارمنی ادوارد برگس (تاجر) بود. او در ۳۰ دسامبر ۱۸۷۷ در تبریز در گذشت و در همان‌جا در گورستانی که پدر، برادر و ۹ نفر دیگر از اعضای خانواده کورمیک دفن شده‌اند، به خاک سپرده شد.

## باب
در طی محاکمه سید علی‌محمد باب در ژوئیه ۱۸۴۸ ویلیام کورمیک و دو پزشک ایرانی وظیفه بررسی وضعیت ذهنی او را داشتند. گزارش شده‌است که مقامات حاکم در صدور حکم اعدام برای باب «تمایلی» نداشتند. کورمیک، به درخواست باب، چندین بار او را پس از محاکمه به دلیل فلک شدن معالجه کرد. این باعث شد که کورمیک تنها غربی باشد که شخصاً با باب ملاقات کرده‌است. او خاطرات دیدارهای خود با باب را در نامه‌ای به یکی از دوستان آمریکایی مبلغش به نام جی.اچ. شد گزارش داده اشت.

## جوایز
او نشان افتخار شیر و خورشید (درجه دوم) را دریافت کرده‌است. کورمیک همچنین در ۱۹ اکتبر ۱۸۷۶ مدرک فلوی کالج سلطنتی جراحان بریتانیا را اخذ کرد.